# Claudia Nordhoff
Claudia Nordhoff (Amburgo, 11 settembre 1962) è una storica dell'arte tedesca.

## Biografia
Laureata in Storia dell'Arte all'Università di Amburgo, dal 1992 risiede prevalentemente a Roma. Ha collaborato con la biblioteca Hertziana e la Casa di Goethe ed a diverse mostre e pubblicazioni in Italia e all'estero. Ha dedicato numerosi studi al pittore tedesco Jakob Philipp Hackert ed ai suoi contemporanei.

### Saggi di storia dell'arte
- Narziss an der Quelle: Spiegelbilder eines Mythos, Muenster, 1992, ISBN 3-89473-255-5.
- Jakob Philipp Hackert 1737-1807. Verzeichnis seiner Werke, con Hans Reimer, Berlino, 1994, ISBN 3-05-002567-0.
- Hackert, catalogo, con Cesare de Seta, Electa Napoli, 2005, ISBN 88-510-0296-7.
- Paesaggi italiani dell'epoca di Goethe: disegni e serie di acqueforti della Casa di Goethe , Catalogo del Fondo, Casa di Goethe, AsKI e.V., Roma, 2007, ISBN 978-3-930370-16-0
- Jakob Philipp Hackert, Briefe (1761-1806), Gottinga, 2012, ISBN 978-3-86988-222-2.
- Casa di Goethe.  Catalogo generale, con una prefazione di Maria Gazzetti, Roma, 2017, ISBN 978-3-930370-45-0.

| Controllo di autorità | VIAF (EN) 12425444 · ISNI (EN) 0000 0000 3491 7416 · LCCN (EN) n94007446 · GND (DE) 1070692352 · BNF (FR) cb12574107d (data) |